# 1948 في فلسطين الانتدابية
تعرض هذه المقالة أحداث سنة 1948 في فلسطين الانتدابية.

## شاغلو المناصب
- المفوض السامي - السير آلان كننغهام

## الأحداث

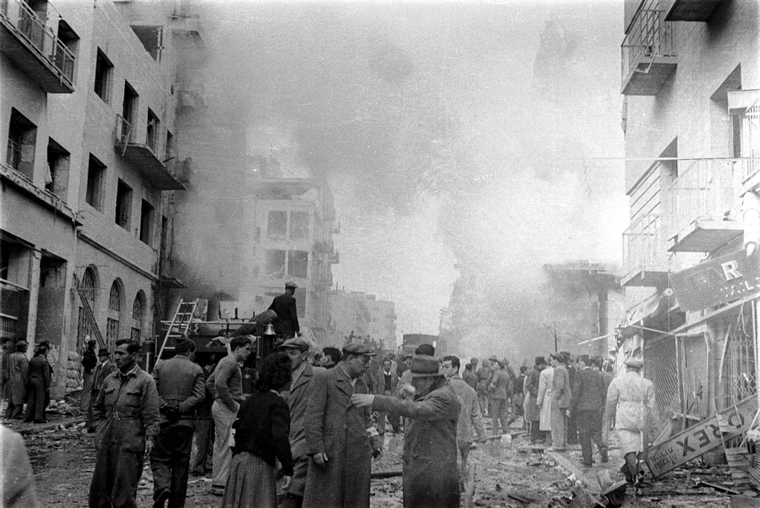
انفجار سيارة مفخخة في شارع بن يهودا، القدس، 22 شباط 1948

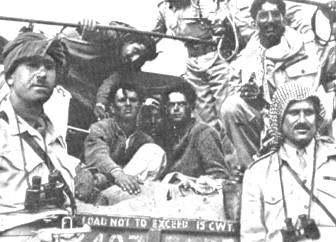
قائد الفيلق العربي عبد الله التل (أقصى اليمين) مع النقيب حكمت مهيار (أقصى اليسار) يقفون مع الأسرى اليهود بعد سقوط غوش عتسيون، مايو 1948

### الحرب الأهلية في فلسطين الانتدابية 1947-1948
- 5 يناير - الهاغاناه تقصف فندق سميراميس في حي القطمون بالقدس مما أسفر عن مقتل 24 أو 26 شخصا.[1]
- 2 فبراير - مقتل ثلاثة أشخاص في تفجير استهدف مبنى "فلسطين بوست" (جيروزاليم بوست الآن).
- 2 فبراير - 1948 قصف شارع بن يهودا: انفجرت ثلاث شاحنات تابعة للجيش البريطاني، بقيادة عربة مدرعة يقودها عرب غير نظاميين وفارين بريطانيين، في شارع بن يهودا بالقدس، مما أسفر عن مقتل 58 مدنيا يهوديًا وإصابة 140.[2][3]
- 15 فبراير - صدر العدد الأول من صحيفة "معاريف" اليومية الصادرة باللغة العبرية.
- 28 فبراير - تشكيل لواء كرملي ولواء جولاني.
- 2 مارس - قوات الهاغاناه تُنفّذ غارات جوية على خط سكة حديد وادي يزرعيل مما أدى إلى إلحاق أضرار جسيمة به.
- 6 مارس - فوزي القاوقجي القائد الميداني لجيش التحرير العربي يعبر جسر اللنبي مع قواته التي تضم قرابة 500 جندي.
- 11 مارس - قُصف مقر الوكالة اليهودية في القدس من قبل عملاء المفتي العام الحاج محمد أمين الحسيني. ما أسفر عن مقتل اثنا عشر شخصا.
- 17 مارس 1947 - قصف جون هانسون (جاك) ماي، ضابط شرطة فلسطين، المكتب الصحفي للوكالة اليهودية في 5 شارع بن يهودا، انتقامًا لمقتل زملائه وردًا على مقال نشر في صحيفة "فلسطين بوست" للمعلق الأمريكي بن هيشت، الذي كتب أنه كان لديه "عطلة صغيرة في قلبه عندما سمع بموت كل بريطاني". تسببت القنبلة في أضرار جسيمة بالممتلكات، ولكن لأنها زُرعت في المساء، عندما كانت المكاتب خالية، لم يسقط قتلى أو جرحى.
- 30 مارس - عملية حشد: الهاغاناه تطهر طريق أسدود - يبنا
- 4–5 أبريل - الهاغاناه تطهير القرى المحيطة بطريق حيفا - جنين .
- 5–20 أبريل - عملية نحشون: الهاغاناه تطهر القوات العربية في الطريق المؤدية إلى القدس.
- 9 أبريل - مذبحة دير ياسين حيث هاجم ما يقرب من 120 مقاتلاً من فصائل الإرغون والليحي الصهيونية شبه العسكرية دير ياسين بالقرب من القدس، وهي قرية عربية يسكنها حوالي 600 شخص.[4] يأتي الهجوم في الوقت الذي تسعى فيه المليشيات اليهودية إلى رفع الحصار عن القدس.[5]
- 10 أبريل - تأسيس موشاف برور حائل.
- 12–16 أبريل - معركة رمات يوحنان بين الدروز وقوات الهاغاناه، مما أدى إلى تحالف الدروز والهاغاناه.
- 13 أبريل - مجزرة موكب هداسا الطبي.
- 15–21 أبريل - عملية حاريل:[6][7] تطهير الهاغاناه للقوات العربية شمال شرق طريق تل أبيب - القدس.
- 15 أبريل - عملية يفتاح: استيلاء الهاغاناه/البلماح على صفد وقرى أخرى في الجليل الشرقي.
- 21–22 أبريل - عملية بيور هاميتز: الهاغاناه تستولي على حيفا.
- 22 أبريل – 2 مايو - عملية ييفوسي:[8] استولت الهاغاناه على مبانٍ في الأحياء اليهودية في القدس.
- 25–27 أبريل - معركة المنشية: هجوم الإرغون على حي المنشية في يافا ما أدى إلى التدخل البريطاني.
- 27 أبريل – 13 مايو - عملية "هامتز": الهاغاناه تستولي على القرى الواقعة شرق يافا.
- 3–4 مايو - عملية ماتاتيه (جزء من عملية يفتاح): فتح طبريا - المطلة من قبل قوات البلماح.
- 6–12 مايو - معركة صفد (جزء من عملية يفتاح): استيلاء قوات البلماح على صفد.
- 8 مايو - عملية مكابي: الهاغاناه تفتح الممر المؤدي إلى القدس.
- 10–15 مايو - عملية باراك: احتلال مناطق تحت مسؤولية اللواء غيفعاتي.
- 11 مايو - عملية جدعون: الهاغاناه تستولي على بيت شيعان والمنطقة المُحيطة به.
- 13 مايو - مجزرة كفار عتصيون: توقفت هجمات غوش عتصيون (كتلة عتصيون)، وهي ثلاثة كيبوتسات يهودية تم إنشاؤها في 1945-1947 وسيطرت على الطريق بين القدس والخليل، على الهجمات العربية لمدة عشرة أيام حتى أحد الكيبوتسات، كفار عصيون، في 13 مايو، والقوات العربية مذبحة تبقى من كفار عتصيون المدافعين. إجمالاً، قُتل 127 يهوديًا، من بينهم 21 امرأة، في معارك 12–13 مايو وما تلاها من مذبحة.[9] لم يبق على قيد الحياة سوى ثلاثة رجال وامرأة واحدة.[10] في اليوم التالي، استسلم سكان الكيبوتسات الثلاثة الآخرين وتم أخذ السجناء كأسرى حرب من قبل الفيلق العربي واحتجزتهم الأردن لمدة عام قبل إطلاق سراحهم.[11]
- 13–14 مايو - عملية بن عمي: السيطرة على عكا والساحل حتى الحدود اللبنانية.
- 13 مايو - عملية شفيفون: الاستيلاء على المباني التي هجرتها القوات البريطانية في البلدة القديمة في القدس.
- 13 مايو - مذبحة البعثة الطبية لهداسا: تعرضت بعثة برفقة أفراد من قوات الهاغاناه شبه العسكرية كانت تنقل الإمدادات الطبية والتحصينية والأفراد إلى مستشفى هداسا في جبل المشارف في كمين نصبته القوات العربية.[12] قتل 79 يهوديًا، مُعظمهم من الأطباء والممرضات، في الهجوم.
- 14 مايو - إعلان استقلال إسرائيل في تل أبيب، في اليوم السابق لانتهاء الانتداب البريطاني على فلسطين.
- 15 مايو - في مُنتصف الليل بين 14 و 15 مايو، يتم إنهاء الانتداب البريطاني رسميًا وقيام دولة إسرائيل.

## أبرز الوفيات
- 8 أبريل - مقتل القائد العسكري الفلسطيني عبد القادر الحسيني في معركة القسطل.[13]
- 13 أبريل - مقتل الطبيب والمسؤول الطبي حاييم ياسكي في مذبحة البعثة الطبية لهداسا.